# Tony Awards 1961
Die Verleihung der 15. Tony Awards 1961 (15th Annual Tony Awards) fand am 16. April 1961 im Grand Ballroom des Hotels Waldorf Astoria in New York City statt. Moderator der Veranstaltung war Phil Silvers. Ausgezeichnet wurden Theaterstücke und Musicals der Saison 1960/61, die am Broadway ihre Erstaufführung hatten. Die Preisverleihung wurde vom Sender WCBS-TV auf Channel 2 im Fernsehen übertragen.

## Hintergrund
Die Antoinette Perry Awards for Excellence in Theatre, oder besser bekannt als Tony Awards, werden seit 1947 jährlich in zahlreichen Kategorien für herausragende Leistungen bei Broadway-Produktionen und -Aufführungen der letzten Theatersaison vergeben. Zusätzlich werden verschiedene Sonderpreise, z. B. der Regional Theatre Tony Award, verliehen. Benannt ist die Auszeichnung nach Antoinette Perry. Sie war 1940 Mitbegründerin des wiederbelebten und überarbeiteten American Theatre Wing (ATW). Die Preise wurden nach ihrem Tod im Jahr 1946 vom ATW zu ihrem Gedenken gestiftet und werden bei einer jährlichen Zeremonie in New York City überreicht.

## Gewinner und Nominierte

### Theaterstücke
| Kategorie                            | Preisträger      | Theaterstück                           | Nominierungen |
| Bestes Theaterstück                  | Jean Anouilh     | Becket                                 | - All the Way Home – Tad Mosel - The Devil’s Advocate – Dore Schary - The Hostage – Brendan Behan                                                                                 |
| Bester Produzent Theaterstück        | David Merrick    | Becket                                 | |
| Bester Hauptdarsteller Theaterstück  | Zero Mostel      | Rhinocéros als John                    | - Hume Cronyn in Big Fish, Little Fish als Jimmie Luton - Sam Levene in The Devil’s Advocate als Dr. Aldo Meyer - Anthony Quinn in Becket als Henry II                            |
| Beste Hauptdarstellerin Theaterstück | Joan Plowright   | A Taste of Honey als Josephine         | - Tallulah Bankhead in Midgie Purvis als Midgie Purvis - Barbara Baxley in Period of Adjustment als Isabel Haverstick - Barbara Bel Geddes in Mary, Mary als Mary McKellaway      |
| Bester Nebendarsteller Theaterstück  | Martin Gabel     | Big Fish, Little Fish als Basil Smythe | - Philip Bosco in Rape of the Belt als Heracles - Eduardo Ciannelli in The Devil’s Advocate als Aurelio - George Grizzard in Big Fish, Little Fish als Ronnie Johnson             |
| Beste Nebendarstellerin Theaterstück | Colleen Dewhurst | All the Way Home als Mary Follet       | - Eileen Heckart in Invitation to a March als Deedee Grogan - Tresa Hughes in The Devil’s Advocate als Nina Sanduzzi - Rosemary Murphy in Period of Adjustment als Dorothea Bates |
| Bestes Bühnenbild Theaterstück       | Oliver Smith     | Becket                                 | - Roger Furse – Duel of Angels - David Hays – All the Way Home - Jo Mielziner – The Devil’s Advocate - Rouben Ter-Arutunian – Advise and Consent                                  |
| Beste Kostüme Theaterstück           | Motley           | Becket                                 | - Theoni V. Aldredge – The Devil’s Advocate - Raymond Sovey – All the Way Home |
| Beste Theaterregie                   | John Gielgud     | Big Fish, Little Fish                  | - Joseph Anthony – Rhinoceros - Joan Littlewood – The Hostage - Arthur Penn – All the Way Home                                                                                    |

### Musicals
| Kategorie                         | Preisträger                                                               | Musical                                    | Nominierungen |
| Bestes Musical                    | Charles Strouse (Musik), Michael Stewart (Buch) und Lee Adams (Liedtexte) | Bye Bye Birdie                             | - Do Re Mi - Irma La Douce |
| Bester Produzent Musical          | Edward Padula                                                             | Bye, Bye Birdie                            | |
| Bester Hauptdarsteller Musical    | Richard Burton                                                            | Camelot als Arthur                         | - Phil Silvers in Do Re Mi als Hubert Cram - Maurice Evans in Tenderloin als Reverend Brock                                                 |
| Beste Hauptdarstellerin Musical   | Elizabeth Seal                                                            | Irma La Douce als Irma La Douce            | - Julie Andrews in Camelot als Queen Guenevere - Carol Channing in Show Girl als Various Characters - Nancy Walker in Do Re Mi als Kay Cram |
| Bester Nebendarsteller Musical    | Dick Van Dyke                                                             | Bye Bye Birdie als Albert Peterson         | - Clive Revill in Irma La Douce als Bob-Le-Hotu - Dick Gautier in Bye Bye Birdie als Conrad Birdie - Ron Husmann in Tenderloin als Tommy    |
| Beste Nebendarstellerin Musical   | Tammy Grimes                                                              | The Unsinkable Molly Brown als Molly Tobin | - Nancy Dussault in Do Re Mi als Tilda Mullen - Chita Rivera in Bye Bye Birdie als Rosie Alvarez                                            |
| Bestes Bühnenbild Musical         | Oliver Smith                                                              | Camelot                                    | - George C. Jenkins – 13 Daughters - Robert Randolph – Bye Bye Birdie                                                                       |
| Beste Kostüme Musical             | Adrian und Tony Duquette                                                  | Camelot                                    | - Rolf Gerard – Irma La Douce - Cecil Beaton – Tenderloin                                                                                   |
| Bester Dirigent und Musikdirektor | Franz Allers                                                              | Camelot                                    | - Pembrode Davenport – 13 Daughters - Stanley Lebowsky – Irma La Douce - Elliot Lawrence – Bye Bye Birdie                                   |
| Beste Musicalregie                | Gower Champion                                                            | Bye Bye Birdie                             | - Peter Brook – Irma La Douce - Garson Kanin – Do Re Mi                                                                                     |

### Theaterstücke oder Musicals
| Kategorie           | Preisträger      | Theaterstück bzw. Musical | Nominierungen                |
| Beste Bühnentechnik | Teddy Van Bemmel | Becket                    |                              |
| Beste Choreographie | Gower Champion   | Bye Bye Birdie            | - Onna White – Irma La Douce |

### Sonderpreise (ohne Wettbewerb)
| Kategorie          | Preisträger   | Grund der Preisverleihung                                                                          |
| Special Tony Award | David Merrick | In Anerkennung einer fabelhaften Produktionsleistung in den letzten sieben Jahren                  |
| Special Tony Award | Theatre Guild | Für die Organisation des ersten Repertoires, das im Auftrag des Außenministeriums ins Ausland ging |

## Statistik

### Mehrfache Nominierungen
- 8 Nominierungen: Bye Bye Birdie
- 7 Nominierungen: Irma La Douce
- 6 Nominierungen: The Devil’s Advocate
- 5 Nominierungen: All the Way Home, Becket, Camelot und Do Re Mi
- 4 Nominierungen: Big Fish, Little Fish
- 3 Nominierungen: Tenderloin
- 2 Nominierungen: The Hostage, Period of Adjustment, Rhinocéros und 13 Daughters

### Mehrfache Gewinne
- 4 Gewinne: Becket, Bye Bye Birdie und Camelot
- 2 Gewinne: Big Fish, Little Fish